# تسريب وثائق حرب العراق
تسريب وثائق حرب العراق هو تسريب وثائق لما مجموعه 391,832 وثيقة من التقارير الميدانية لجيش الولايات المتحدة، تسمى أيضاً سجلات حرب العراق في الفترة ما بين عام 2004 إلى عام 2009. ولقد سربت هذه الوثائق إلى مؤسسات إعلامية دولية ونشرت على شبكة الإنترنت بواسطة ويكيليكس في 22 أكتوبر، 2010. وهذه الوثائق تشير إلى مقتل 66,081 مدني عراقي من أصل 109.000 قتيل. وهذا التسريب هو الأكبر من نوعه في التاريخ العسكري للولايات المتحدة، متخطياً بذلك سجلات حرب أفغانستان التي نشرت في 25 يوليو 2010.

## المحتويات
احتوت الوثائق على العديد من التقارير لمعلومات لم تكن معروفة أو مؤكدة خلال الحرب.
- بحسب المشروع العراقي لإحصاء الموتى، وجدت أرقام تخص القتلى فيما يقارب من 800 وثيقة. ولكن بعد استقراء لكل التقارير وجد أن ما يقارب 15000 مدني تم قتله إذ لم يتم التصريح بهم من قبل الحكومة الأمريكية. وحوالي 66000 مدني تم تثبيت تقريرهم بأنهم موتى في التقارير، ممّا مجموعه 109000 قتيل.[1][2]
- صحيفة الجارديان تقول أن التقارير أشارت إلى "أن السلطات الأمريكية فشلت في التحقيق في مئات البلاغات مثل الإساءات والتعذيب والاغتصاب بل حتى القتل بواسطة جنود الشرطة والجنود العراقيين. وإن قوات التحالف (بحسب قول صحيفة الجارديان) كانت لديهم سياسة في تجاهل هذه الإدعاءات ما لم يكن المتحالفين في هذه البلاغات.[3]
- أحيانا أمريكا تصنف القتلى العراقيين بأنهم «قتلى العدو». مثل يوم 12 يوليو 2007 من طائرة حربية أمريكية في بغداد قتلت اثنين من صحفيي رويترز وكذلك عدد من المسلحين، هم مع الصحفيين، صنفوا تحت «قتلى العدو».[3]
- مجلة وايرد قالت: حتى بعد افتضاح ما حصل في سجن أبو غريب في سنة 2004، لا زالت الإساءة للمساجين والمحتجزين من قبل قوات الأمن العراقية مستمرة.[1]
- أحد التقارير المحللة من قبل مكتب التحقيقات الصحفية أن الجيش الأمريكي فتح النار بواسطة أباتشي على مسلحين عراقيين قرروا الاستسلام.[4]
- نشرت بوسطن جلوب بأن نشطاء عراقيين تم تدريبهم في حزب الله على طريقة عسكرية معينة للاختطاف. وتضمنت التقارير أيضاً حوادث عن فقدان طائرات أمريكية للاستطلاع في عمق الأراضي الإيرانية.[5][6]
- بحسب قول قناة الجزيرة الإنجليزية، أن هناك عدة تقارير تشير إلى أن الجيش الأمريكي قتل ما يقارب 700 مواطن عراقي لأنهم اقتربوا كثيراً من نقاط التفتيش، ومن ضمنهم امرأة حامل ومريض عقلي. وما يصل العدد إلى ستة من القتلى لرجال عراقيين ينقلون عوائل فيها نساء حوامل إلى المستشفى.[7]
- وثيقة من ديسمبر 2006، نشرت من جريدة الإسترالي The Australian، تصف خطة لقائد ميليشيا شيعي تهدف لخطف جنود أمريكيين في بغداد في أواخر 2006 وبداية 2007.[8]

## ردات الفعل

### منظمات دولية
الأمم المتحدة
- رئيس محققي التعذيب للأمم المتحدة، مانفريد نواك، قال بما معناه: «إذا كانت الوثائق المتسربة تشير إلى اختراق واضح لقوانين الأمم المتحدة فعلى الرئيس أوباما أن يلتزم بالتحقيق مع الأمم المتحدة». وقصِد القول أيضاً، أنه يُمنع على الجيش الأمريكي أن يسلم المسلحين إلى القوات العراقية إذا كان هذا يعني أنهم سيتعرضون للتعذيب.[9]
- المفوض السامي لحقوق الإنسان للأمم المتحدة نافانثيم بيلي قال ما يعني:«أمريكا والعراق عليهم أن يتقدموا للتحقيق في اتهامات بالإساءة التي ذكرت في الوثائق».[10]

منظمات دولية أخرى
- أمين عام الناتو راسموسين قال بأن التسريب سيؤدي إلى «نتائج غير محببة وأن مثل هذه التسريبات قد يكون لها أثر سلبي لأمن كل من ذكر فيها».[11]

### دول
الولايات المتحدة
- ممثل للبنتاغون قال أن هذه التسريبات هي عبارة عن ملاحظات وتقارير كانت بواسطة أشخاص يعملون في الجيش، ولكن مع ذلك وصف التسريبات «بالمأساة». وقسم الدفاع الأمريكي، طلب بأن تسحب هذه الوثائق وترجع لأصحابها.[12] بينما جوليان أسانغ تجاهل البنتاغون.[11]
- ورد الجيش الأمريكي بشأن ما تُسرب من أعداد المواطنين القتلى بأنه لم يتجاهل الكتابة عن المواطنين القتلى أو يتجاهل تعذيب المساجين بواسطة القوات العراقية«ومتحدث عن البنتاغون الكولونيل ديف لابان قال بأن أمريكا لم تدع أبداً أنها تملك أرقام تحصي عدد القتلى بالضبط».[13]
- قال الجنرال الأمريكي جورج كيسي:«سياستنا تقتضي إذا جندي أمريكي أساء لسجين فإننا نوقضه ونبلغ عنه مباشرةً للمسؤولين الأمريكيين عن ذلك والمسؤولين العراقيين عن ذلك».[14]

 المملكة المتحدة
- رئيس وزراء بريطانيا نيك كلغ وضح دعمه للتحقيق في ادعاءات القتل، والإساءة والتعذيب التي في الوثائق.[15]

 العراق
- رئيس الوزراء نوري المالكي تجاهل الوثائق وقال أنها لعبة سياسية وفقاعات، دفاعاً عن اتهامات وجهت له أو للعاملين تحت يديه بأنه أساء وعذب بعض المساجين. وتردد صدى كلام المالكي على لسان حسن السنيد وذكر مما ذكر أن هذه الصور مزيفة.[16]
- الشبكة العراقية للأخبار قالت:«بأن هذه الوثائق كشفت أسرار مهمة، ولكن أكثرها إيلاماً ليست تلك التي فضحت المعتدي، بل تلك التي فضحت القوات العراقية والحكومة العراقية والسياسيين العراقيين وما فعلوه ضد المواطنين.»[17]

 إيران
- السياسي الإيراني محمد لاريجاني قال بأن التسريبات تمت بأمر من الولايات المتحدة وأن الرسالة التي تريد الوثائق توصيلها هي أن الشعب العراقي تم تعذيبه من قبل القوات العراقية وأن ذنب الأمريكيين الوحيد هو أنهم شاهدوا ما حصل وبقوا صامتين، وهذا بالرغم من أن الولايات المتحدة هي التي كان لها الدور الرئيسي فيما حصل وهم المدافعين عنه.[18]
- متحدث إيراني عن وزارة العلاقات الأجنبية:«هناك غموض وشكوك كبيرة بشأن النوايا الكامنة خلف نشر هذه الوثائق» وقال:«أن إيران ستواجه هذا الفعل».[19]

 الدنمارك
- رئيس وزراء الدنمارك لارس راسموسين:«كل الاتهامات التي ذكرت أن الجنود الدانماركيين قد سلّموا على علم منهم مسلحين إلى قوات ملحية، فهي خطيرة جداً -ستوضع في عين الاعتبار-».[20]

### منظمات غير حكومية
- المشروع العراقي لإحصاء الموتى قال بأن الوثائق كشفت عن 15000 قتيل عما كنا نعلم.
- جوليان أسانغ قال بأن نشر الوثائق كان لأجل كشف التفاصيل الحميمة لحرب العراق.[12]

### ردات فعل أخرى
- الجنرال الأمريكي المتقاعد ستانلي مكريستال ذكر ما معناه:«أعتقد أنه محزن. بأن تنشر وثائق سرية أمر غير قانوني، والناس يطلقون أحكاما عن المعلومات الواردة وهم غير مأهلين لذلك».[21]
- جوشوا كي قال ما معناه:«واقعاً هي الحقيقة يتم الإفصاح عنها. هذه الوثائق التي خرجت هي من الجنود مباشرةً. أعتقد أنهم لا يدركون بأن الإنترنت سيشكل جزءً من الحرب في العراق».[22]

## التغطية الإعلامية
لقد جعلت ويكيليكس هذه الوثائق متوفرة تحت أيادي العديد من المنظمات الإعلامية، كمثل صحيفة الغارديان وديرشبيغل، وقناة الجزيرة ونيويورك تايمز ولا موندي ومكتب التحقيقات الإعلامية بالإضافة إلى المشروع العراقي لإحصاء الموتى. وبعد أن رفع الغطاء عن هذه الوثائق، أدت التغطية الإعلامية للمنظمات الإعلامية السالفة الذكر إلى تغطية إعلامية من منظمات أخرى. فصحيفة الغارديان تقول:«إن النيويورك تايمز وواشنطن بوست وجرائد أخرى اتهموا من قبل ناشرين وأصحاب مدونات بأنهم قللوا من شأن هذه الوثائق التي توضح فشل أمريكا في حربها وأثبتت أن سياسيين في واشنطن» كذّبوا«بشأن فشل الجيش الأمريكي في مهماته في العراق». بينما الغارديان وضعت تقريراً تقول فيه:«أن أمريكا سلّمت محتجزين إلى فرقة من الجيش العراقي اشتهروا بسوء السمعة بسبب ممارستهم التعذيب ولقد ذكروا في الوثائق التي نشرت بواسطة ويكيليكس». وغلين غرينوالد صاحب موقع صالون علّق قائلاً:«وسائل الإعلام حول العالم لخّصوا بشكل بارز ما كشفته التقارير، لكن ليس النيويورك تايمز». قائلاً بأن تغطيتهم للتسريبات كانت تابعة للبنتاغون.